# 曹確
曹 確（そう かく、生没年不詳）は、唐代の官僚・政治家。字は剛中。本貫は河南府河南県。

## 経歴
曹景伯の子として生まれた。開成2年（837年）、進士に及第し、節度使の属官を歴任した。入朝して侍御史に任じられ、工部員外郎・知制誥となり、工部郎中に転じた。宮中に入って翰林学士となり、中書舎人に任じられ、紫金魚袋を賜った。大中11年（857年）、権知河南尹事となった。入朝して兵部侍郎となり、判度支をつとめた。
咸通4年（863年）、曹確は中書侍郎・同中書門下平章事（宰相）となり、監修国史をつとめた。曹確は儒学に詳しく、器量や見識を重んじて、法度を遵守した。咸通5年（864年）、本官のまま工部尚書を兼ねた。咸通8年（867年）、懿宗が楽官の李可及を左威衛将軍に任じようとすると、曹確はこれを諫めた。懿宗は諫言を聞き入れなかった。この年の10月、曹確は門下侍郎・同平章事となり、吏部尚書を兼ねた。咸通11年（870年）、本官のまま尚書左僕射を兼ねた。宰相を退任し、検校司徒・同平章事・潤州刺史・浙江西道観察等使として出向した。龐勛の乱を討った功により、太子太師を加えられた。のちに河中節度使に転じ、死去した。

## 伝記資料
- 『旧唐書』巻177 列伝第127
- 『新唐書』巻181 列伝第106